# Argyrodes cognatus
Argyrodes cognatus е вид паяк от семейство Theridiidae. Видът е световно застрашен, със статут Уязвим.

## Разпространение
Разпространен е в Сейшели.